# 幼兒教師
幼兒教師簡稱幼師，是指受聘于日间照料機構照顧婴幼儿和4岁及以下儿童的人员。在中華人民共和國，幼师有两种涵义：一指幼儿师范学校，也指幼兒園中的教師。在該國，從事幼兒教師的人員以女性為主。